# Eupithecia philippis
Eupithecia philippis är en fjärilsart som beskrevs av Claude Herbulot 1987. Eupithecia philippis ingår i släktet Eupithecia och familjen mätare. Inga underarter finns listade i Catalogue of Life.